# Pteris excelsissima
Pteris excelsissima là một loài dương xỉ trong họ Pteridaceae. Loài này được Hayata mô tả khoa học đầu tiên năm 1914.
Danh pháp khoa học của loài này chưa được làm sáng tỏ. 